# Nat Adderley
Nat Adderley (25. listopadu 1931 Tampa, Florida, USA – 2. ledna 2000 Lakeland, Florida, USA) byl americký jazzový kornetista, hudební skladatel a mladší bratr saxofonisty Cannonballa Adderleyeho, se kterým řadu let spolupracoval. Ve čtyřicátých letech s ním hrál jako doprovod v kapele Raye Charlese. V padesátých letech se stal členem kapely svého bratra, se kterým hrál až do jeho smrti v roce 1975 a nahrál s ním několik desítek alb. Rovněž spolupracoval s dalšími hudebníky, mezi které patří J. J. Johnson, Sonny Rollins, Milt Jackson, Johnny Griffin, Gene Ammons nebo Kenny Burrell. Rovněž vydal řadu alb pod svým jménem.